# Bernardo Morando (poeta)
Bernardo Morando (Sestri Ponente, 18 aprile 1589 – Piacenza, 6 marzo 1656) è stato un poeta e romanziere italiano.

## Biografia
Nato a Sestri Ponente il 18 aprile 1589, da famiglia dedita alla mercatura, Bernardo compì i primi studi presso i Padri di S. Maria della Costa. Nel 1598 si trasferì al seguito del padre a Genova dove proseguì i suoi studi e conobbe il poeta Girolamo Preti. Qui viveva anche lo zio Cesare Morando, autore nel 1599 di un libro di Rime stampato dal Pavoni e in contatto con i maggiori letterari coevi, in particolare con Gabriello Chiabrera, che gli dedicò una canzonetta morale di "Loda della poesia", Cetra che Febo a dotta man gentile.
Nel 1604 Bernardo venne inviato a Piacenza dove la famiglia aveva diramato le proprie attività commerciali, e qui si stabilì amministrando l'ampio patrimonio familiare (oltre alle attività commerciali, terreni, edifici, industrie di sapone e lino, pelletterie etc.). Lo accompagnava il fratello minore Ottavio (che morirà il 24 settembre 1637), mentre Gian Battista, l'altro fratello di Bernardo, era rimasto col padre Guglielmo a Genova. 
La sua posizione sociale gli garantì l'accesso alle più alte frequentazioni sociali e politiche dello stato, rispetto alle quali aveva anche il privilegio di poter vantare eguali conoscenze nella città di provenienza, Genova, e che gli frutteranno anche un immediato prestigio sul piano letterario. Legatosi alla corte ducale, Morando scrisse numerosi componimenti poetici, molti dei quali dedicati alla famiglia Farnese. 
Il 9 gennaio 1612 sposò Angelica Bignami, da cui ebbe 13 figli. Nel 1625 acquistò dal conte Girolamo Anguissola il feudo di Montechiaro e poté così fregiarsi del titolo comitale. Nel 1650 Morando pubblico La Rosalinda, romanzo avventuroso che si rivelò uno straordinario successo editoriale contando una ventina di edizioni lungo tutto il secolo e traduzioni in francese e in inglese.
Dopo la morte di una figlia monaca (Rosa Maria, 1649), della moglie Angelica (1651) e di un'altra figlia (Fulvia, 1653) – Morando prese gli ordini sacri. Morì il 6 marzo 1656. Amico del Loredan e dell'Aprosio, col quale intrattenne una fitta corrispondenza, Morando fu membro dell'Accademia degli Incogniti di Venezia.

## Opere
Le opere di Morando furono raccolte in quattro volumi dagli eredi (Piacenza, Bazachi 1662). Fra queste sono da ricordare, oltre ai numerosi lavori drammatici e alla Rosalinda, considerata il suo capolavoro, un memoriale sulla peste di Piacenza (1630). Compose due raccolte di poesie di ispirazione marinista (Fantasie poetiche e Poesie sacre e morali) e alcuni drammi per musica (Il ratto di Elena, 1646; Ercole nell'Erimanto, 1651; Le vicende del Tempo, 1652, le ultime due musicate da Francesco Mannelli).